# Hugo Martínez González
Hugo Martínez González (Medellín, Antioquia, 15 de enero de 1923-Fusagasugá, 19 de agosto de 2016) fue un escultor colombiano. Se le considera como el primer escultor geométrico abstracto de Colombia y uno de los impulsores del abstraccionismo en Colombia al lado de los maestros Edgar Negret y Eduardo Ramírez Villamizar.

## Formación
El maestro Hugo Martínez hizo sus primeros estudios en su ciudad natal Medellín, Antioquia, y a finales de la década de 1932 fue trasladado por sus padres a Bogotá, la capital colombiana, donde inició sus estudios estéticos en la Escuela de Bellas Artes de Bogotá, que por entonces dirigía el maestro José María Pinto. Mientras que estudiaba en la Escuela de Bellas Artes de Bogotá, estudió escultura bajo la dirección del artista José Domingo Rodríguez, a quien el maestro Hugo admiraba mucho. Cuando Hugo empezó a simplificar las formas anatómicas en sus esculturas y a acercarse al abstraccionismo, su profesor, José Domingo Rodríguez se extrañó de que Hugo dejara de ser académico en sus formas anatómicas y buscara abstraer sus obras. Años después, José Domingo Rodríguez comprendió los deseos de Hugo y los admiró, incluso imitándolo en algunas de sus propias obras. 

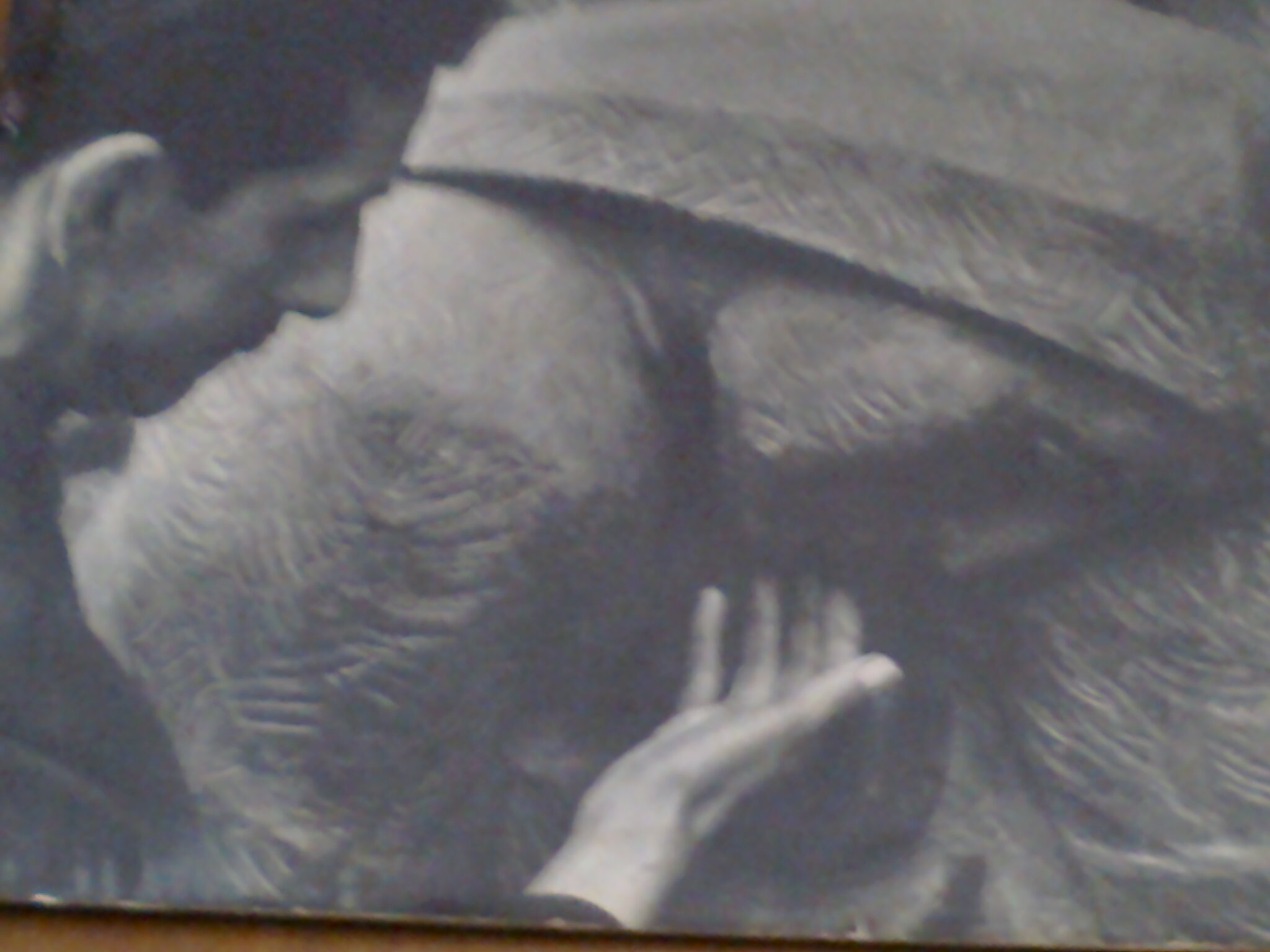
El Maestro Hugo Martínez en su taller, dando los últimos toques al mural representativo de la agricultura colombiana.

## Obra y trayectoria
En palabras del arquitecto y curador de arte Fernando Rodríguez Morales, al maestro Hugo Martínez el país le debe el reconocimiento de ser el primer escultor geométrico abstracto, con su obra "Forma Mística".
En el año de 1945 participó por primera vez en un concurso de envergadura, el VI Salón Anual de Artistas Colombianos con un "Busto". En el certamen del año siguiente presentó dos esculturas: "Serenidad" y "Esfuerzo".
En abril de 1947 presenta una "Cabeza de Cielo Walker" en el III Salón de Artistas Nacionales.
En diciembre de 1948 presenta algunas de sus obras recientes al lado de cinco pintores, Jaime López Correa, Gustavo Valcarcel, Lola Fernández Caballero, Miguel Arango y Jaime Valencia, en el "Salón de los 6" en el Museo Nacional. Casi un año después, en noviembre de 1949, participará en el Salón Nacional de Arte Moderno.
En 1951 contrajo matrimonio con la pintora Gisela Ballesteros. La pareja se radica en Bogotá e inicia el tallado de maderas en las cuales el volumen desempeña un papel preponderante, con fuerte influencia de los escultores Ernst Barlach y Henry Moore, para plasmar la protesta del artista ante la violencia que asolaba al país. Una de esas tallas, "La Huida", será presentada al lado de "Plegaria" en el IX Salón de Artistas Colombianos, inaugurado el 7 de agosto de 1952.
Estas dos esculturas y una “Cabeza” serán presentadas de nuevo en la Exposición Colectiva para conmemorar las Fiestas Patrias el 20 de julio de 1953.
El historiador Hermes Tovar Pinzón describe así esta obra: ""El espectáculo doloroso del éxodo lo resume en “La Huida” el escultor Hugo Martínez...representa la soledad de una madre con su hijo en brazos que marcha sostenida en los volúmenes de sus pisadas inciertas. Miles de familias iban y venían por los caminos del Tolima y de otras regiones de Colombia buscando un refugio."
1955 fue un año de intensa actividad artística en el país y el maestro Martínez no fue ajeno a ella: varios de sus trabajos fueron expuestos en la exposición colectiva que con el nombre de "Artes Plásticas en la Arquitectura", organizó la Sociedad Colombiana de Arquitectos. El 2 de septiembre del mismo año, su obra fue expuesta con la del escultor Eduardo Ramírez Villamizar en el "Salón de Pintura Contemporánea" y en diciembre de ese año participó en la Exposición de la II Feria Internacional de Bogotá.
Para el X Salón Nacional de Artistas de Colombia, de 1957, se hizo presente con dos esculturas y un paisaje al óleo. Por "Forma mística", escultura en yeso, le fue otorgada una medalla de oro, en tanto que su escultura en granito "Reposo" recibió los elogios de la crítica.
De ese año es "Ondina", que representa a una diosa del agua recostada, en actitud meditativa, estrechamente vinculada con "Reposo". Esta escultura en granito blanco y verde (71 x 31 x 38 cm) fue adquirida por el Banco de la República (registro AP0004)
En el XII Salón de Artistas Colombianos, de 1959, participó con "Cabeza de Niño" (granito) y "Retrato" (cemento pintado).

### Europa
En 1960 viaja a Europa y se establece por cerca de dos años en Roma, donde hace algunos estudios de escultura y su obra recibe elogios de la crítica italiana por su obra expuesta y realizada en esa capital, en particular para la exposición "10 artisti latino-americani a Roma"

### Regreso a Colombia
Regresa al país en 1962 y realiza un gran alto relieve de cemento con pátina imitación bronce para la Caja Colombiana de Ahorros en Bogotá. El relieve plasma aspectos de la vida agrícola colombiana. La obra subsiste en la fachada del edificio situado en la Carrera 10, N.º 20-30 y gracias a su espesor y alta calidad de la pátina empleada, se conserva enriquecida con el paso del tiempo: más de medio siglo.
En 1963 participó en el XV Salón de Artistas Colombianos con una obra titulada "Escultura", pero la crítica se ajusta a la tendencia del momento y la obra –como la de la mayoría de los artistas consagrados- es relegada. Ese mismo año es llamado a desempeñar la cátedra de escultura en la Escuela de Bellas Artes la Casa de la Cultura de Cúcuta.
De su estancia en Cúcuta queda el magnífico Cristo de la Candelaria, obra de la cual dijo la crítica Marta Traba:
"Para concebir y realizar este Cristo, Hugo Martínez, uno de los escultores jóvenes colombianos que posee mayores valores plásticos, renunció deliberadamente al volumen redondo, pleno y macizo que utiliza para sus maternidades y sus figuras femeninas, y abrazó la idea de una escultura plana, sin voluntad orgánica, mucho más cercana a los flagelados Cristos medioevales que al contorno armonioso y apolíneo de las crucifixiones renacentistas..."
"Después de 20 siglos de pensar en la figura de Cristo Crucificado, parece prácticamente imposible tener una concepción completamente original. ¿Y sería lógico siquiera intentarlo? “El progreso del arte –dice Brake- “no consiste en extender sus límites sino en conocerlos mejor”. Es verdad que el Cristo de Hugo Martínez proviene del gótico y el románico; pero es una concepción moderna, que transforma aquellas fuentes estéticas y les comunica una vida completamente nueva.".
Allí inicia los planes para la elaboración de una gigantesca estatua destinada a conmemorar las luchas de los indios motilones y para el efecto se trasladará a la ciudad de Sogamoso.
Como escultor y diseñador en el Museo de Sogamoso dará fin, en 1969, a la estatua planeada: un indígena de casi cuatro metros de altura, en actitud de disparar el arco.
En 1968 fue entronizada su escultura "Crucifijo sin cruz" en la capilla del recién construido Hospital de San José. Se trata de un Cristo crucificado, de tamaño heroico, ejecutado en cemento con una gruesa pátina verde de bronce, pendiente de dos cadenas sobre el ara de la capilla. Es uno de los más acabados estudios anatómicos de la escultura latinoamericana, casi desconocido en razón de hallarse en un lugar escondido para los amantes del arte.
Entre 1966 y 1970 realizó una intensa actividad cultural como escultor y maestro colaborando con la Sociedad de Mejoras y Ornato de Sogamoso, la Biblioteca Domingo González Camargo, la incipiente Academia de Bellas Artes, etc.
Los casi cinco años de su estancia en Sogamoso dejan una huella imborrable del Maestro Martínez en la historia artística de la Ciudad del Sol: el Monumento a los héroes en el antiguo Cementerio (hoy parque de El Laguito), el Escudo de Armas de la ciudad, y varias obras para el Museo Arqueológico y Etnográfico, entre las cuales resaltan las réplicas de la estatuaria precolombina de Mongua, recipientes gigantes basados en cerámicas muiscas y la estatua del Cacique Sugamuxi, encargadas por el antropólogo Eliécer Silva Célis.
Además de realizar varias obras para colecciones privadas, como la estatua de Buda en la colección Montaña Barrera y la "Ondina" del Pasaje Baudilio Acero,dedicó buena parte de us estancia a toda una generación de artistas que en su infancia pasaron por el centro experimental de artes establecido con el Maestro Manuel León Cuartas.
En 1970 se trasladó de nuevo a Bogotá y en su taller de la Calle del Palomar del Príncipe elaboró los relieves para el parque cementerio de los Jardines de Paz.
En la década de 1980 regresa a la escultura geométrica de máxima abstracción, destacándose sus Maternidades y los pequeños torsos femeninos, a los cuales se refiere el crítico Darío Ruiz Gómez:
"En la constancia que viene de Maillol, de Clará y sobre todo de Brancusi, Hugo ha sabido preservar del caos gratuito esta presencia de la forma que nace del viejo material santificado por la poesía. Porque lo manual es la acción sobre lo informe ose la voluntad de esa forma que está latente en el material y que el verdadero artista logrará poner de presente. (Desde otra búsqueda es la contundente afirmación que hizo John Castles al hacernos reconocer su rigor, la coherencia de una búsqueda). Un pequeño torso  -esencia de la forma- es así más amplia en su grandeza que uno de esos mamotretos con que supuestamente se celebra a un héroe, a una raza, y lo es ya que desde la materia informe se está agregando una bella razón de ser a la realidad.".
Al comenzar el siglo XXI, la obra de Hugo Martínez ha llegado a la síntesis de su obra con Torso geométrico, Angustia, etc., alejándose de los grandes volúmenes para dar paso de nuevo a las estilizadas figuras con reminiscencias de su obra de los cincuenta y de Henry Moore.

### Familia
El maestro Hugo con su esposa Gisela tuvieron tres hijos Luz Ángela, Ricardo Hugo Fernando y Julia Yolanda.